# Stöbich Brandschutz
Die Stöbich Brandschutz GmbH ist ein deutscher Hersteller von Brandschutzprodukten. Unternehmenssitz ist Goslar. In Deutschland werden aktuell vier Niederlassungen betrieben, insgesamt ist das Unternehmen in über 50 weiteren Ländern aktiv (Exportanteil ca. 25 %).

## Geschichte
Seinen Ursprung hat das Goslarer Familienunternehmen im Jahr 1978, als ein Großbrand im hannoverschen Bahlsen-Werk Schäden in Millionenhöhe anrichtete, indem das Feuer durch notwendige Wandöffnungen der Förderanlage in mehrere Fabrikteile übertragen wurde. Zu diesem Zeitpunkt gab es keine funktionierenden oder geprüften Konstruktionen für durchlaufende Transportsysteme. Für solche Öffnungen wurden danach die ersten Feuerschutzabschlüsse für durchlaufende Fördertechnik konstruiert.
Das Unternehmen Stöbich Brandschutz wurde am 1. Januar 1980 in Goslar von den Gesellschaftern Lutz Ahner, Horst Steinert, Gerd Odlozinski und Jochen Stöbich gegründet. Nach zwei Umzügen (1982 und 1985) erfolgte die endgültige Verlagerung des Unternehmensstandorts in einen Neubau im Goslarer Gewerbepark, wo sich der Firmenhauptsitz bis heute befindet. 1990 entstand die Niederlassungen Süd in Bopfingen. Zwei Jahre später verließ Horst Steinert das Unternehmen und die Niederlassung Ost in Halle/Queis wurde eröffnet. Nach dem Ausscheiden der beiden Gesellschafter Lutz Ahner und Gerd Odlozinski änderte sich die Unternehmensform in die Stöbich Brandschutz GmbH.
Die Geschäftsführung wurde von Jochen Stöbich im Oktober 2020 aus gesundheitlichen Gründen abgegeben. Jochen Stöbich ist am 24. Februar 2021 verstorben.

## Geschäftsfelder
Der Schwerpunkt der Produktion waren zunächst bauliche Brandschutzsysteme für durchlaufende Förderanlagen. Daneben hat sich die Entwicklung und Produktion textiler Feuer- und Rauchschutzlösungen als stärkstes Geschäftsfeld etabliert. Auf diesem Gebiet ist das Unternehmen nach eigenen Angaben weltweiter Marktführer. Die eigenen Entwicklungen des Unternehmens haben dabei bisher 11 Weltneuheiten im baulichen Brandschutz hervorgebracht. Jüngste Innovation ist ein Feuerschutzvorhang, der erstmals erfolgreich der mechanischen Beanspruchung des Hose Stream Tests gemäß UL-Standard standhält. Des Weiteren gehören Produkte aus den Bereichen Schallschutz sowie Notstrom- und Steuerungsanlagen zum Angebot.

## Brandschutz-Portfolio
Das Unternehmen beschäftigt in Deutschland derzeit etwa 500 Angestellte und erwirtschaftete nach eigenen Angaben einen Jahresumsatz von rund 55,4 Millionen Euro. Die Unternehmensgruppe Stöbich Holding GmbH & Co KG mit den weiteren Bereichen baulicher Brandschutz, Steuerungstechnik, Gewebeentwicklung und -konfektionierung, optische Messtechnik, Brandschadensanierung, Isoliertechnik sowie Service und Wartung erzielte mit insgesamt etwa 1000 Mitarbeitern einen Umsatz von rund 93 Millionen Euro (Stand 2021).

## Glasfilamentgewebe
Glasfilamentgewebe lassen seit einigen Jahren z. B. als Formteile in der Isoliertechnik sowie als Hitzeschilde im Ofen- und Automobilbau diverse Neuerungen zu. Gegenüber den bislang bekannten Anwendungen des Werkstoffes in Form statischer Bauteile sind allerdings gezielte Modifikationen notwendig. Hier müssen besonders in Bezug auf die Belastung der Gewebeflächen bei dynamischer Dauerbeanspruchung durch Wickelmechanismen, seine Dichtheit gegen den Durchtritt von Brandrauch und die Beständigkeit bei thermischer Beanspruchung Änderungen vorgenommen werden. In Zusammenarbeit mit Herstellern der Industrie, Textilforschungsinstituten und Brandprüfungsanstalten wurde eine neue Generation von Brandschutzprodukten entwickelt.

## Intumeszierende Werkstoffe
Intumeszierende Werkstoffe dienen als Dichtmaterialien. Sie bewirken bei thermischer Beanspruchung durch Aufschäumen den Verschluss von Restöffnungen und verhindern damit den Durchtritt von Rauch und toxischen Gasen. Der Blähvorgang des Materials unterbindet durch Wärmeentzug ein Durchglühen von Bauteilen der ungetrennten Fördersysteme durch die Brandschutzwand.

## Auszeichnungen (Auswahl)
- 2017: Nominierung für die Rudolf-Diesel-Medaille[3]
- 2018: Top 100[4]
- 2021: Top 100[5]